# Димитриос Кокалиотис
Димитриос Кокалиотис (на гръцки: Δημήτριος Κοκκαλιώτης) е гръцки революционер, участник в Гръцката война за независимост.

## Биография
Димитриос Кокалиотис е роден в лъгадинското гръцко село Кокала, заради което получава прякора Кокалиотис. Става член на Филики Етерия. При избухването на Гръцкото въстание взима участие в сраженията в Македония и Южна Гърция. Секретар е на водача на Негушкото въстание Анастасиос Каратасос. Получава чин от гръцката армия. Делегат е на югоизточните македонски епархии на Третото Национално събрание в Епидавър. След края на войната заедно с много други македонци се установява в Аталанти, където работи като магистрат и нотариус.